# 다케노역
다케노역(일본어: 竹野駅, たけのえき)은 일본 효고현에 있는 서일본 여객철도의 철도역이다.
특급 하마카제가 정차한다.

## 역 구조
2면 2선 구조의 지상역이다. 역사는 1번 승강장 쪽에 있으며, 반대쪽 승강장과는 구름다리로 이어져 있다.
도요오카역이 관리하는 간이 위탁역이다.

### 승강장
| 1 | ■ 산인 본선 | 기노사키온센 · 도요오카 방면 |
| 2 | ■ 산인 본선 | 하마사카 · 돗토리 방면       |

## 역세권 정보
- 다케노 해수욕장
- 다케노 온천

## 역사
- 1911년 10월 25일 - 일본국유철도 반탄 선 기노사키 역 (뒷날의 기노사키온센 역) ~ 가스미 역 구간의 개통과 동시에 개업.
- 1912년 3월 1일 - 반탄 선의 지선 및 산인히가시 선의 일부였던 후쿠치야마역 ~ 와다야마역 ~ 가스미역 구간이 아마루베 철교의 개통으로 산인 본선에 통합되었다.
- 1987년 4월 1일 - 민영화에 따라 서일본 여객철도의 소속이 되었다.

## 인접역
| 서일본 여객철도 산인 본선 | 서일본 여객철도 산인 본선 | 서일본 여객철도 산인 본선 |
| ------------------------- | ------------------------- | ------------------------- |
| 기노사키온센 교토 방면    | ■ 산인 본선               | 사쓰 돗토리 방면          |